# تپه خوران
تپه خوران مربوط به اواخر است و در شهرستان تاکستان، روستای خوران واقع شده و این اثر در تاریخ ۲۵ اسفند ۱۳۷۹ با شمارهٔ ثبت ۳۱۵۰ به‌عنوان یکی از آثار ملی ایران به ثبت رسیده است.